# Charente libre
 (janvier 2016).
Si vous disposez d'ouvrages ou d'articles de référence ou si vous connaissez des sites web de qualité traitant du thème abordé ici, merci de compléter l'article en donnant les références utiles à sa vérifiabilité et en les liant à la section « Notes et références ».
Charente libre est un quotidien départemental français publié dans le département de la Charente, adhérent au Syndicat de la presse quotidienne régionale. Fondé à la Libération, il appartient au Groupe Sud Ouest. En dehors de la Charente, le journal est disponible dans les départements limitrophes et à Paris, notamment à la gare de Paris-Montparnasse.

## Histoire

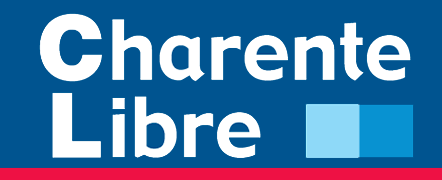
Ancien logo.

En septembre 1944 : Pierre Bodet, franc-maçon, ancien résistant et professeur, crée avec Mathilde Mir et René Pomeau, professeur de lycée à Angoulême le journal Charente libre, Organe quotidien de défense républicaine et d'action sociale.
En 1960, le groupe Sud Ouest entre dans le capital de Charente libre.
En mars 2000 est lancée une nouvelle formule de Charente libre et c'est le passage en format tabloïd.
En décembre 2009, il y a une rénovation de la maquette et du chemin de fer, et une nouvelle une.
En juillet 2017, Armel Le Ny est nommé rédacteur en chef, et en avril 2019, Marc Duffau est nommé directeur général,.
Le mardi 20 février 2024, dans le cadre de ses 80 ans, le journal présente une nouvelle version de son journal imprimé : un nouveau logo, un nouveau format et une nouvelle charte graphique, comme les autres quotidiens du groupe.

## Diffusion
Selon l’Office de justification de la diffusion (OJD), les ventes moyennes étaient en 2005 de 40 199 exemplaires, dont 56 % par abonnement, 41 % au numéro et 3 % non payées.
Charente libre totalise une audience de 132 000 lecteurs (2002–2004), soit un tiers de la population de la Charente.
| Année | Diffusion totale payée | Diffusion totale |
| ----- | ---------------------- | ---------------- |
| 2022  | 27 524                 | 28 275           |
| 2021  | 27 880                 | 28 658           |
| 2020  | 27 972                 | 28 766           |
| 2019  | 27 990                 | 28 828           |
| 2018  | 28 701                 | 29 622           |
| 2017  | 29 701                 | 30 642           |
| 2016  | 30 712                 | 31 675           |
| 2015  | 31 313                 | 32 296           |
| 2014  | 31 977                 | 33 003           |
| 2013  | 32 971                 | 34 057           |
| 2012  | 34 276                 | 35 408           |
| 2011  | 34 929                 | 36 046           |
| 2010  | 36 285                 | 37 439           |
| 2009  | 37 076                 | 38 228           |
| 2008  | 37 931                 | 39 090           |
| 2007  | 38 350                 | 39 532           |
| 2006  | 38 345                 | 39 493           |
| 2005  | 39 047                 | 40 199           |
| 2004  | 39 042                 | 40 216           |
| 2003  | 38 846                 | 40 009           |
| 2002  | 38 816                 | 39 971           |

## Statut et direction
Charente libre est une société anonyme à conseil d'administration. Son capital est de 37 950 €. Siège social : ZI nº 3 - 16340 L'Isle-d'Espagnac (banlieue d’Angoulême, la préfecture de la Charente).
Directeur général : Marc Duffau
Directeur de la publication, rédacteur en chef : Armel Le Ny
Comité de direction :  Marc Duffau, Armel Le Ny, Christophe Noiret (directeur technique), Christophe Gaudry (responsable commercial), Christine Duminil (RH).

## Effectifs
Le quotidien Charente libre compte une centaine de salariés, dont la moitié de journalistes répartis entre le siège (L’Isle-d’Espagnac), où est imprimé le journal, et les quatre bureaux locaux (Angoulême, (Chef d'agence Stéphane Urbajtel) Cognac (responsable de l'agence Julie Pasquier) Confolens, et Barbezieux.
La rédaction se divise en grands services : la séquence "Faits du jour", les locales, la départementale, le desk (mise en page et actualité nationale et internationale dirigée par Anne Leonardi), le service des sports (responsable Eric Fillaud). Charente libre compte en outre un service photo (trois permanents) et un poste de correspondant à Paris (Dominique Garraud).
Par ailleurs, qu’il s’agisse de suivre les soldats du 1er Rima d’Angoulême déployés en Bosnie-Herzégovine ou d’enquêter sur le marché du cognac au Japon, la rédaction n’hésite pas à envoyer ses journalistes à l’étranger en cas d’événement majeur mais surtout pour tout type de sujet national ou international en lien avec la vie locale.

## Format tabloïd
Le 1er mars 2000, Charente libre était le premier titre de presse quotidienne régionale à passer au format tabloïd. Cette nouvelle formule a été réalisée par Dominique Roynette, alors directrice artistique du quotidien Le Monde, Régis Ammeux, chef d’édition à Charente Libre, et le dessinateur de caractères Jean François Porchez qui a donné naissance au nouveau caractère, le "Charente".
Le journal s’est retrouvé avec un nouveau logotype, une pagination accrue (quarante-huit à soixante-quatre pages, soit le double de l’ancienne formule), une maquette plus aérée et plus riche en illustrations et un déroulé donnant davantage de place à l’actualité locale, les pages nationales et internationales étant désormais relayées en fin de journal.
L’ordre du chemin de fer est aujourd’hui le suivant : Les faits du jour (en Charente ou ailleurs) et l’éditorial, les six cahiers locaux (Grand Angoulême, Pays Angoumois, Pays de Cognac, Sud Barbezieux, Pays ruffecois et Charente limousine), Le Guide (actualités culturelles), France Monde (actualité nationale et internationale) et une fois par semaine Entreprendre (économie locale).
Ce changement de format a été initié par le Groupe Sud Ouest. Il s’agissait pour le groupe de presse de tester en condition réelle la réception du format tabloïd par le lectorat avant de l’adapter à toutes les éditions de Sud Ouest. Le nouveau format « tabloïd espagnol » était d’ailleurs assez proche de celui déjà adopté par Sud Ouest Dimanche.
Le test se révéla concluant, car si une partie de lectorat âgé est partie, le journal a vu ses ventes augmenter au cours des années suivantes, réussissant ainsi à séduire davantage les 35-45 ans. À l’heure de l’érosion du lectorat de la presse quotidienne, Charente libre est l’un des deux seuls titres de PQR à avoir vu son lectorat croître dans les années qui ont suivi.
Toutefois, le passage au format tabloïd par Sud Ouest, en mars 2002, a été mal accueilli par le lectorat et n’est pas parvenu à enrayer la chute des ventes. Depuis, d’autres quotidiens régionaux ont imité Charente libre en optant, eux aussi pour des formats comparables : Le Télégramme (mars 2002), La République du Centre (janvier 2003), Nice-Matin (avril 2006) et La Voix du Nord (mai 2006).

## Positionnement politique
À sa création, à la Libération, le journal est créé sous l'égide de la Franc-maçonnerie dont son créateur Pierre Bodet, instituteur et résistant, est membre (ainsi que le maire d'Angoulême de 1925 à sa destitution en 1941 Gustave Guillon, et le futur député Augustin Maurellet). Se présentant comme un « Organe quotidien de défense républicaine et d’action sociale » et humaniste, Charente libre s'est donc longtemps positionné à gauche. Il reste perçu comme un titre de centre-gauche.
Au niveau national, le quotidien est surtout réputé pour la qualité de ses éditoriaux (Jean-Louis Hervois, Maurice Bontinck) souvent cités dans les revues de presse matinales.